# Рупрехт (архієпископ Кельна)
Рупрехт Пфальцький (нім. Ruprecht von der Pfalz; 27 лютого 1427 — 16 липня 1480) — церковний і державний діяч Священної Римської імперії, 47-й архієпископ Кельна-курфюрст і 19-й герцог Вестфалії в 1463—1480 роках.

## Життєпис
Походив з династії Пфальцьких Віттельсбахів. Третій син Людвіга III, курфюрста Пфальца, і Матильди Савойської. Народився 1427 року. Замолоду призначено до церковної кар'єри. У 1443 році вступив на юридичний факультет Universitas Studii Coloniensis (Старого Кельнського університету). Продовжив вивчення канонічного права в Гайдельберзькому університеті.
Він був каноніком в соборі Майнца, а потім став іподияконом катедрального капітулу в Кельні, за цим пробстом собору у Вюрцбурзі.
1463 року обрано архієпископом Кельна. Але лише в серпні 1464 року затверджено папою римським Пієм II при умові збереження прав станів Кельнського курфюрства. Невдовзі Рупрехт вирішив повернути під свою владу місто Зост, що здобув незалежність, а також місто Рес, що належало герцогству Клевському. Для цього 1467 року уклав союз з Адольфом I Егмонтом, герцогом Гельдерна.
Потім уклав союз з Карлом I, герцогом Бургундії, та братом Фрідріхом I, курфюрстом Пфальцу. Водночас сам Рупрехт, готуючи до військових дій, збільшим податки, що викликало невдоволення міст і станів. У 1469 році брат Фрідріх I допоміг повернути міста і маєтності за безцінь закладені попередниками: Бонн, Нойс, Брюль, Кайзерсверт, Кемпен, Андернах. Спочатку війська Фрідріха I зайняли спірні райони, а потім зобов'язали кредиторів повернути землі за призначену курфюрстом Пфальцу ціну. За це Фрідріх I отримав місто Кайзерсверт.
У серпні 1471 року отримав від імператора Фрідріха III Габсбурга. Невдовзі зайняв місто Зонс, яке тримав у заставі Кельнський собор. Це призвело до розриву з головою соборного капітулу. 1473 року імператор намагався виступити посередником у конфлікті, проте невдало. Ще 1472 року Рупрехта було відлучено від церкви папою римським Сікстом IV за те, що він не сплачував необхідних внесків до папської скарбниці.
Він також намагався зменшити привілеї міст в архієпископстві, що 1474 року викликало повстання в Нойсі. Йому на допомогу прийшов Карл I Бургундський. Але союзники зазнали поразки, припинивши облогу у липні 1475 року. За підтримки свого брата Фрідріха I спробував підкорити магістрат Кельна.
В свою чергу стани курфюрства відмовилися від клятви вірності Рупрехтові та звернулися з позовом проти нього до папи римського Сікста IV та імператора Фрідріха III. Не отримавши достатньо підтримки від останнього стани підняли повстання, оголосивши каноніка Германа Гессенського капітаном і захисником архієпископства. Лише кілька панств та міст зберегли вірність Рупрехтові. Зрештою вірними йому залишилися міста Кемпен і Андернах. У березні 1478 року він потрапив у полон.
Його тримали в полоні в замку Блакенштайн поблизу Гладенбаха. Тут велися перемовини про добровільне зняття сану архієпископа за відповідну грошову компенсацію. Але ще до затвердження угоди Рупрехт помер.